# 3541 Graham
3541 Graham (1984 ML) là một tiểu hành tinh vành đai chính được phát hiện ngày 18 tháng 6 năm 1984 bởi Đài thiên văn Perth ở Perth, Western Australia.